# Latający Kozacy
„Latający Kozacy” (ang. The Flying Cossacs) – oddział lotniczy US Air Force podczas wojny wietnamskiej.
Na początku października 1965 w bazie lotniczej Webb w Big Spring w Teksasie 41 kursantów pochodzenia ukraińskiego ukończyło szkolenie lotnicze. Podczas nauki nazwali się oni „Latającymi Kozakami”. Jako swój symbol przyjęli czerwony tryzub na czarnym tle. Pomysłodawcą był chor. Steven Olek. Na początku 1966 sformowana została eskadra samolotów myśliwsko-bombowych Republic F-105 Thunderchief, która w większości składała się z Ukraińców. Wzięła ona udział w wojnie wietnamskiej. Na bokach samolotów zostały namalowane tryzuby. Na czele eskadry stanął mianowany porucznikiem, a potem kapitanem S. Olek. Jego osiągnięcia bojowe zakończyły się 552 lotami bojowymi. Eskadra uczestniczyła w bombardowaniach największych miast północnowietnamskich Hanoi i Hajfong oraz tzw. szlaku Ho Chi Minha. Eskadra wykonała ogółem ponad 10 tys. misji bojowych. Żaden samolot nie został zestrzelony, choć kilka utracono w wypadkach lotniczych.